# Rue de la Fontaine-au-Roi
Pour les articles homonymes, voir Rue de la Fontaine.
La rue de la Fontaine-au-Roi est une voie du 11e arrondissement de Paris, en France.

## Situation et accès
Voies adjacentes
En partant de l'ouest, la rue de la Fontaine-au-Roi croise les voies suivantes :
- rue du Faubourg-du-Temple
- rue de la Folie-Méricourt
- rue de la Pierre-Levée
- avenue Parmentier
- rue Saint-Maur
- rue Morand
- rue Desargues
- rue de Vaucouleurs
- rue du Moulin-Joly
- boulevard de Belleville

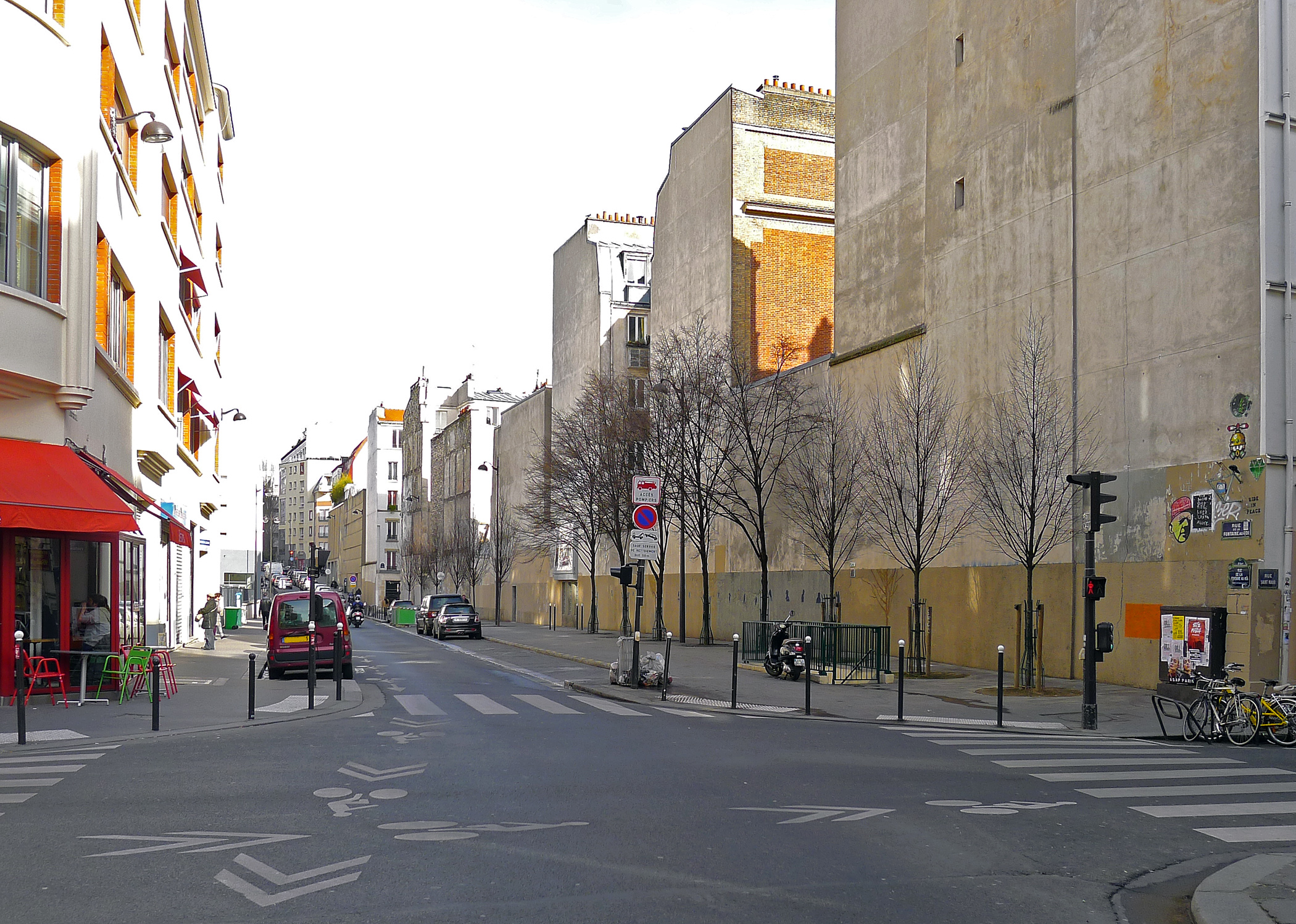
Rue au niveau de la rue Saint-Maur.

## Origine du nom
Cette rue a été nommée en mémoire des conduites établies au XVIIe siècle pour amener les eaux de Belleville à Paris, qui passaient à cet endroit.

## Historique
Appelée primitivement chemin du Mesnil, parce qu'il était dans la direction de Ménilmontant, elle prit ensuite vers 1652 le nom de Fontaine-au-Roi ou des Fontaines-au-Roi, à cause des tuyaux de fontaine qu'on y avait établis entre Belleville et Paris et qui donnaient de l'eau au palais du roi.
En 1792, elle devint rue Fontaine-Nationale, puis Fontaine tout court.
Le nom de Fontaine-au-Roi a été rétabli en 1815.
Le 28 mai 1871, durant la Semaine Sanglante, l'épisode final de la Commune de Paris, la rue, qui est le dernier point de défense de Paris des Communards, fait l'objet de furieux combats contre les troupes versaillaises.

## Bâtiments remarquables et lieux de mémoire
- No 2 : une  fusillade a eu lieu dans cette rue, à la terrasse de la pizzeria Casa nostra, lors des attentats du 13 novembre 2015 à 21 h 32, ainsi qu'au croisement de la rue du Faubourg-du-Temple (no 32) et de la rue de la Fontaine-au-Roi, au café La Bonne Bière, faisant cinq morts.
- No 17 : emplacement de la dernière barricade de la Commune de Paris.

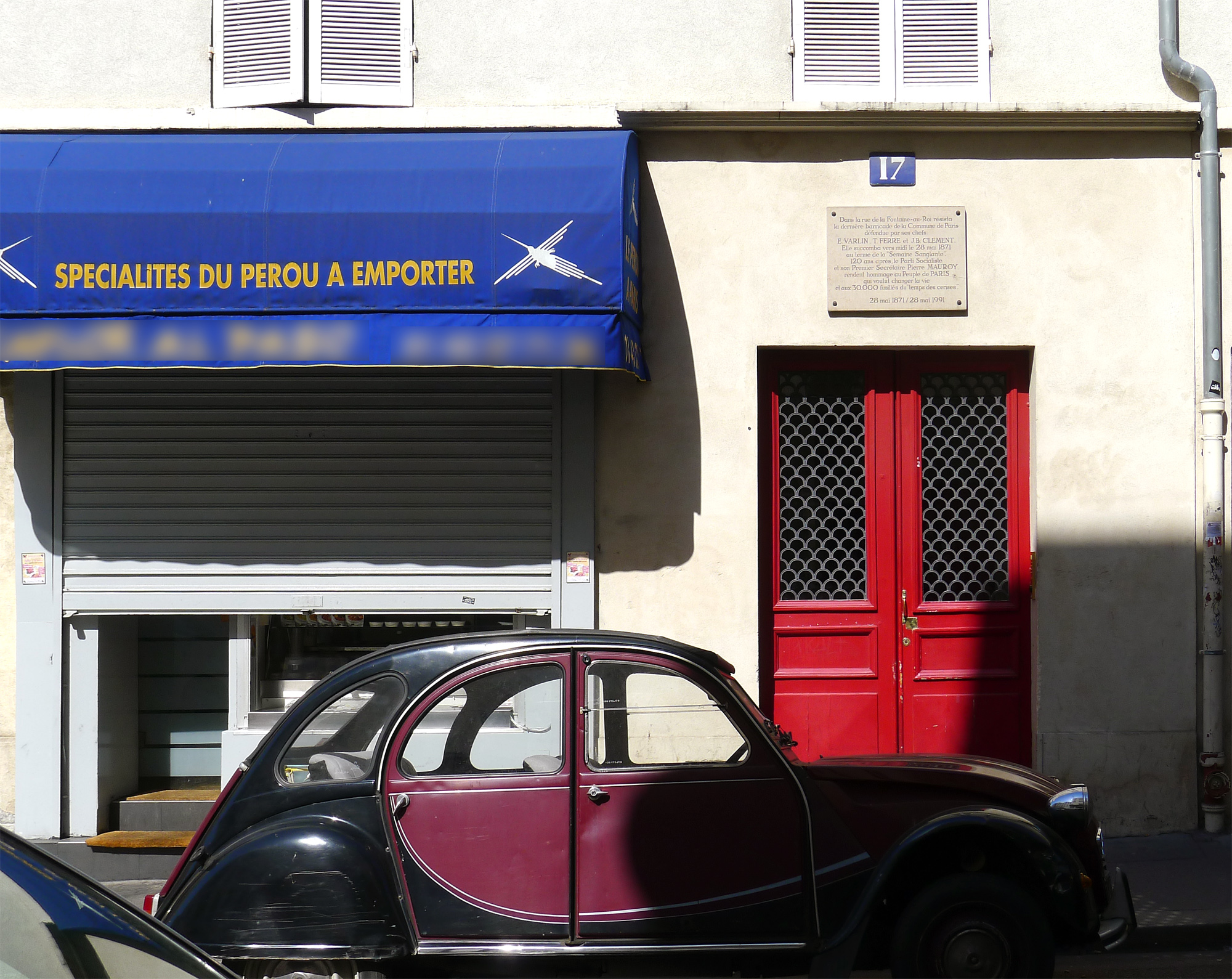
No 17.
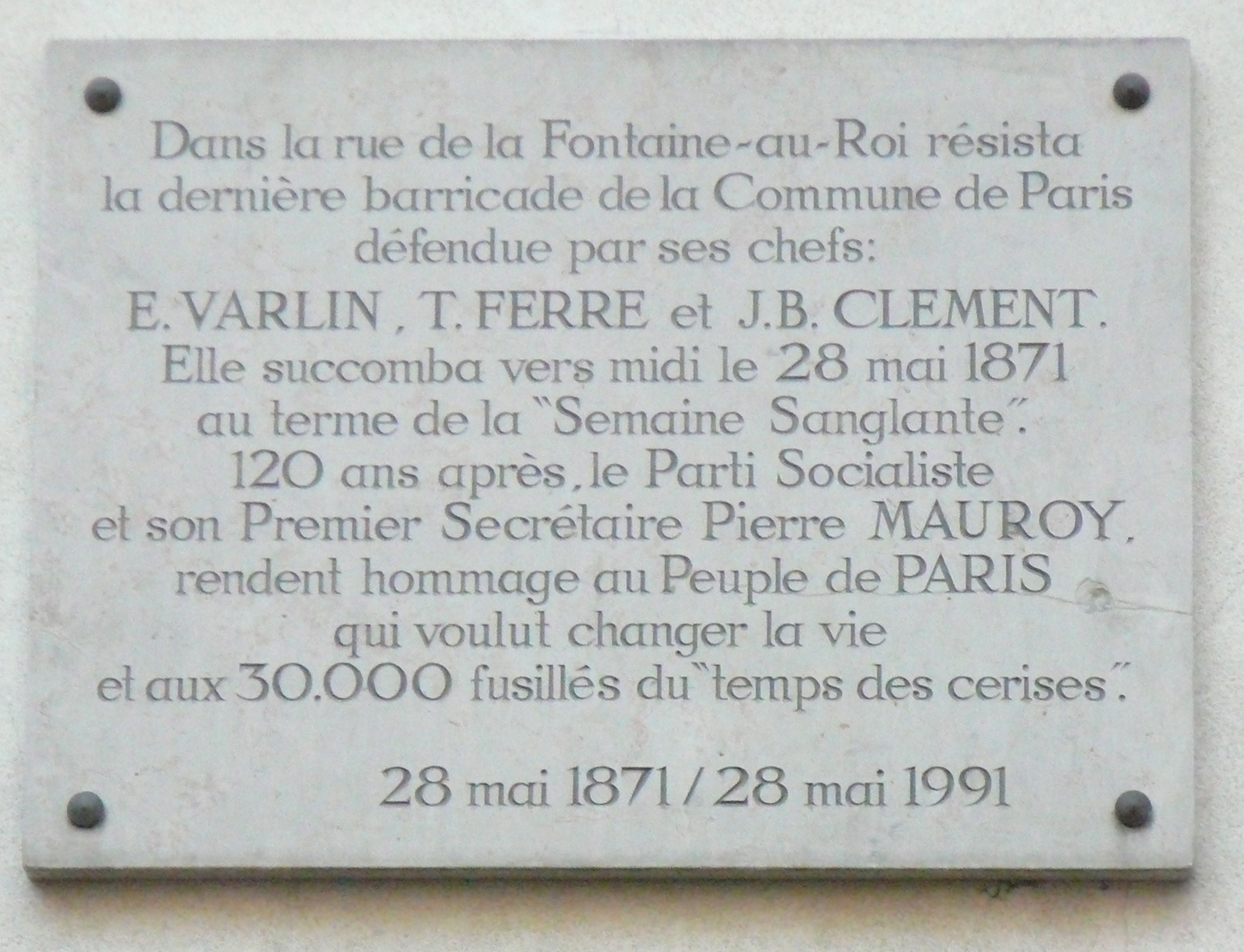
Plaque commémorative posée le 28 mai 1991.

- No 20 : c'est en ce lieu qu'en 1856 les céramistes Théodore Deck et son frère Xavier fondent leur fabrique.
- No 34 : emplacement, au XVIIIe siècle, de la manufacture de porcelaine de Jean-BaptisteLocré[1].
- Nos 62-64 : collège Lucie-et-Raymond-Aubrac. Le collège avait initialement été nommé « collège Fontaine-au-Roi », puis « collège Lucie Aubrac » avant de prendre son nom définitif après la mort en 2012 de Raymond Aubrac.

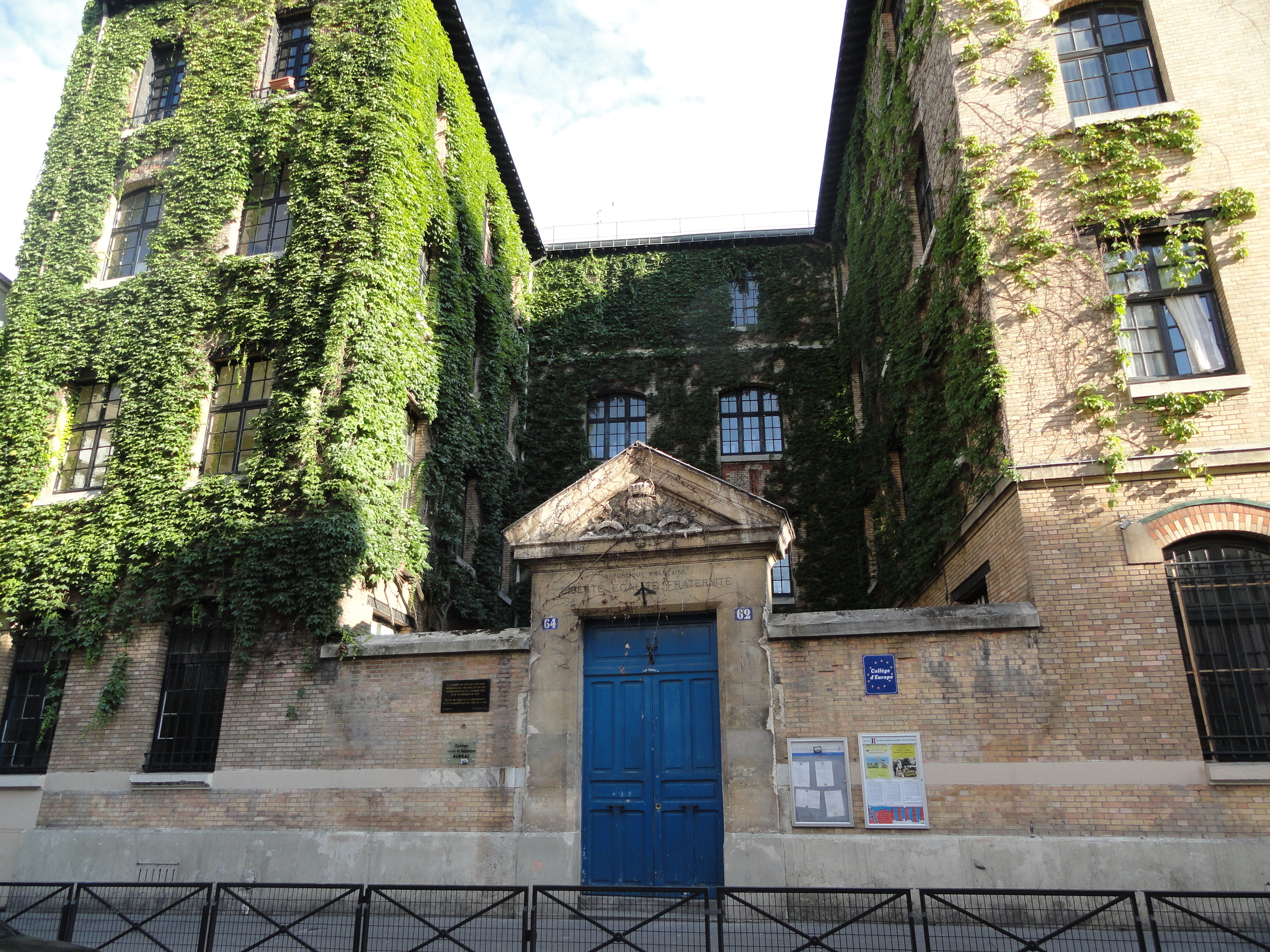
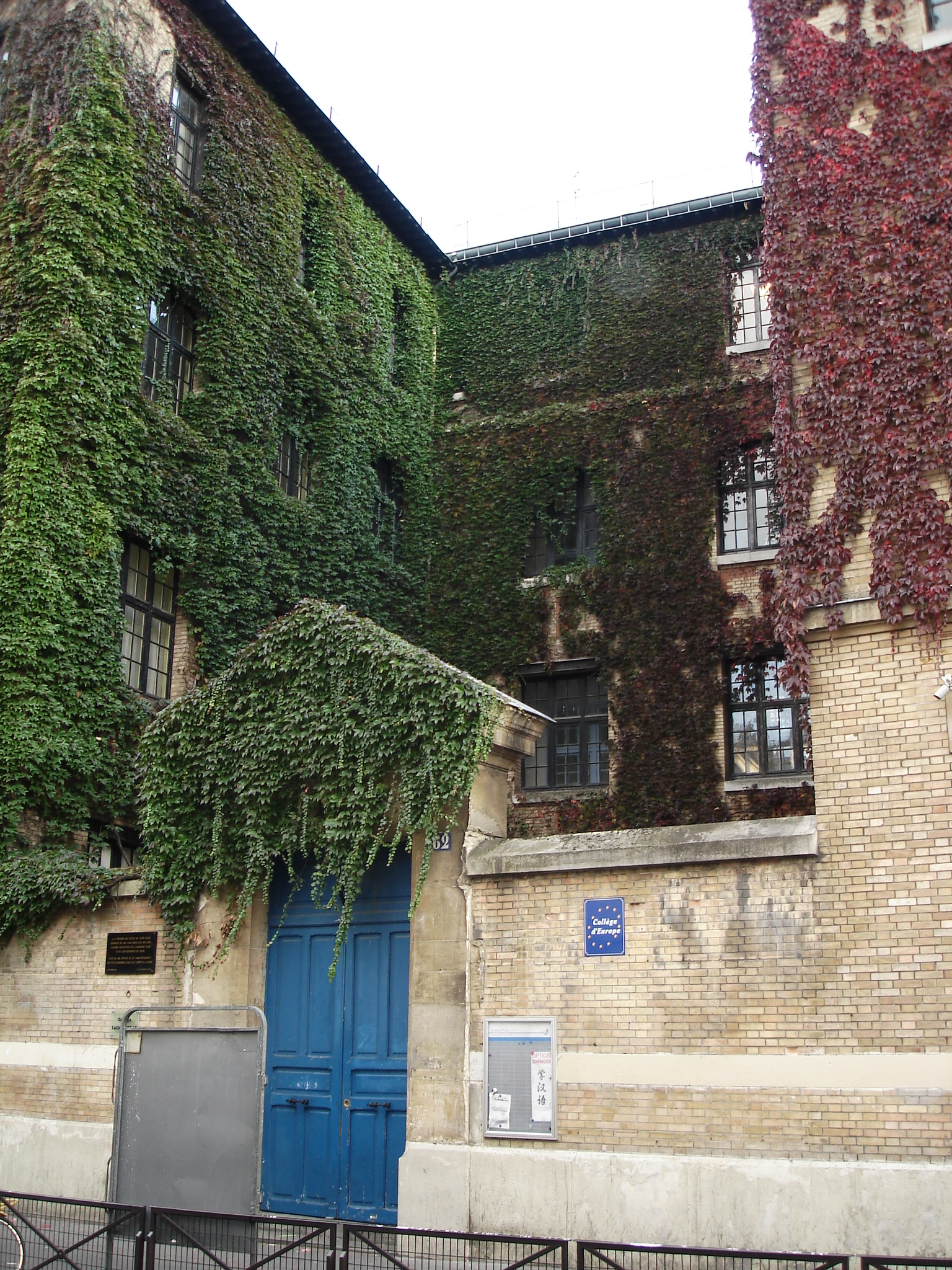

- Nos 88-90 et nos 91-95 : deux résidences pour étudiants du CROUS, inaugurées le 14 octobre 2011. Elles possèdent respectivement 42 et 62 chambres, dont 10 spécialement conçues pour des personnes à mobilité réduite. La résidence du 88-90 a été conçue par l'architecte Laurent Niget, et celle du 91-95 par l'architecte Brigitte Métra. Les deux bâtiments sont recouverts de lames métalliques rouges, devant, dans l'esprit des architectes, rappeler les immeubles de briques rouges présents dans le quartier[2],[3].

Résidence du CROUS au 88-90, rue de la Fontaine-au-Roi (architecte : Laurent Niget).
Résidence du CROUS au 91-95, rue de la Fontaine-au-Roi (architecte : Brigitte Métra).

- Après la Seconde Guerre mondiale, la Confédération nationale du travail espagnole a occupé un local dans cette rue[4].